# جمعية أحباء البلفدير

شعار جمعية أحباء البلفدير

جمعية أحباء البلفدير (بالفرنسية: Association Les Amis du Belvédère)‏ هي جمعية تونسية تأسست في 10 مارس 1989 من طرف متطوعين بمساعدة بلدية تونس، وهي تعنى بالمحافظة على التراث الطبيعي والثقافي بحديقة البلفدير وبحماية التوازن البيئي للحديقة وتنشيط الحديقة وبالحث على إنشاء مناطق خضراء وحدائق حضرية أخرى.
منذ أول اجتماعاتها حددت الجمعية أهدافها كالآتي
•	حماية الثروة الطبيعية والثقافية للمنتزه
•	حماية التوازن البيئي للمنتزه
•	تنشيط المنتزه
•	التشجيع على إنشاء فضاءات خضراء أخرى ومنتزهات مماثلة
•  نشاطات جمعية أحباء البلفيدير
المكتبة الخضراء: 
في إطار شيق وفي ظل الأشجار الضخمة التي يزيد عمرها عن قرن, ووسط الروائح الغابية المتعددة تقع المكتبة الخضراء التي هي فضاء لاكتشاف الطبيعة مفتوح للعموم مثل زوار الحديقة والباحثين وعلماء الطبيعة والشباب والصغار. تحتوي المكتبة الخضراء التي يشرف عليها إطار متخصص على العديد من البحوث المتخصصة والمؤلفات المرجعية في مجال البيئة وعلوم الأرض. 
•	توقيت العمل: كل يوم من الساعة التاسعة صباحا إلى الثالثة بعد الزوال باستثناء يوم الاثنين
•	الهاتف: 71 89 03 86
مدرسة التربية البيئية 
هذه المدرسة الموجهة للتلاميذ هي عبارة على مجموعة فضاءات عمل تطبيقي يتعلم التلميذ من خلالها التواصل مع بالطبيعة
أمسيات الحكايات
يتم تنظيم هذه الأمسيات في شهر رمضان وينشطها فنانون هواة أو محترفون في إطار يذكر بأجواء حكايات ألف ليلة وليلة.
مسلك الطبيعة
يبلغ طول هذا المسلك كيلومتران تم تصميمهما على مساحة 10 هكتارات وتزويدهما بعلامات إرشاد تقدم معلومات عن الكساء النباتي والثروة الحيوانية بالمنتزه. توجد بهذا المسلك حديقة الفراشات و غابة النخيل
أعمال التحسيس والإعلام
•	ندوات
•	حصص إذاعية وتلفزية
•	عرض- نقاش
•	مقالات صحفية
•	معارض
مدرسة البستنة
بالتعاون مع بلدية تونس وبمساعدة إدارة المساحات الخضراء, تعمل جمعية أحباء البلفيدير على تكوين مدرسة للبستنة تهدف إلى تكوين شبان متخصصين في الحدائق و البساتين. يستمر التكوين ستة أشهر وفقا لبرنامج يجمع بين النظري والتطبيقي (هندسة الحدائق وعلم النبات والبيئة والأعمال التطبيقية...).
التظاهرات السنوية الكبرى
معرض الزهور: يتم تنظيمه في شهر جوان وهو سوق كبيرة للزهور ونباتات الزينة والأشجار. عيد الشجرة: يتم تنظيمه في يوم الأحد الثاني من شهر نوفمبر يتولى خلاله المشاركون في هذا العيد زرع شجرة أو أكثر ويتعهدون برعايتها. تنظم جمعية أحباء البلفيدير مرتان أو ثلاث في السنة حملة تنظيف بمساعدة المتطوعين والتلاميذ والكشافين وسكان المنطقة وغيرهم. تنظم المكتبة الخضراء معرض كتب حول مواضيع الطبيعة والبيئة بصفة مناسباتية.
منذ أول اجتماعاتها حددت الجمعية أهدافها كالآتي
•	حماية الثروة الطبيعية والثقافية للمنتزه
•	حماية التوازن البيئي للمنتزه
•	تنشيط المنتزه
•	التشجيع على إنشاء فضاءات خضراء أخرى ومنتزهات مماثلة
•  نشاطات جمعية أحباء البلفيدير
المكتبة الخضراء:
في إطار شيق وفي ظل الأشجار الضخمة التي يزيد عمرها عن قرن, ووسط الروائح الغابية المتعددة تقع المكتبة الخضراء التي هي فضاء لاكتشاف الطبيعة مفتوح للعموم مثل زوار الحديقة والباحثين وعلماء الطبيعة والشباب والصغار. تحتوي المكتبة الخضراء التي يشرف عليها إطار متخصص على العديد من البحوث المتخصصة والمؤلفات المرجعية في مجال البيئة وعلوم الأرض. 
•	توقيت العمل: كل يوم من الساعة التاسعة صباحا إلى الثالثة بعد الزوال باستثناء يوم الاثنين
•	الهاتف: 71 89 03 86
مدرسة التربية البيئية
هذه المدرسة الموجهة للتلاميذ هي عبارة على مجموعة فضاءات عمل تطبيقي يتعلم التلميذ من خلالها التواصل مع بالطبيعة
أمسيات الحكايات
يتم تنظيم هذه الأمسيات في شهر رمضان وينشطها فنانون هواة أو محترفون في إطار يذكر بأجواء حكايات ألف ليلة وليلة.
مسلك الطبيعة
يبلغ طول هذا المسلك كيلومتران تم تصميمهما على مساحة 10 هكتارات وتزويدهما بعلامات إرشاد تقدم معلومات عن الكساء النباتي والثروة الحيوانية بالمنتزه. توجد بهذا المسلك حديقة الفراشات و غابة النخيل
أعمال التحسيس والإعلام
•	ندوات
•	حصص إذاعية وتلفزية
•	عرض- نقاش
•	مقالات صحفية
•	معارض
مدرسة البستنة
بالتعاون مع بلدية تونس وبمساعدة إدارة المساحات الخضراء, تعمل جمعية أحباء البلفيدير على تكوين مدرسة للبستنة تهدف إلى تكوين شبان متخصصين في الحدائق و البساتين. يستمر التكوين ستة أشهر وفقا لبرنامج يجمع بين النظري والتطبيقي (هندسة الحدائق وعلم النبات والبيئة والأعمال التطبيقية...).
التظاهرات السنوية الكبرى
معرض الزهور:
يتم تنظيمه في شهر جوان وهو سوق كبيرة للزهور ونباتات الزينة والأشجار. عيد الشجرة: يتم تنظيمه في يوم الأحد الثاني من شهر نوفمبر يتولى خلاله المشاركون في هذا العيد زرع شجرة أو أكثر ويتعهدون برعايتها. تنظم جمعية أحباء البلفيدير مرتان أو ثلاث في السنة حملة تنظيف بمساعدة المتطوعين والتلاميذ والكشافين وسكان المنطقة وغيرهم. تنظم المكتبة الخضراء معرض كتب حول مواضيع الطبيعة والبيئة بصفة مناسباتية.